# 棘针寨镇
棘针寨乡，是中华人民共和国河北省邯郸市魏县下辖的一个乡镇级行政单位。

## 行政区划
棘针寨乡下辖以下地区：
棘针寨村、邓二庄村、老君堂村、徐小庄村、里八庄村、义井村、侯庄村、后屯村、王横村、马胡寨村、相公庄村、北寺庄村、仁里村、前屯村和南寺庄村。